# Pirkko Mannola
Pirkko Mannola, née le 27 décembre 1938 à Sääksmäki, est une chanteuse et une actrice finlandaise.

## Biographie
Lauréate du concours Miss Finlande en 1958, elle commence sa carrière de comédienne en 1959 avec une apparition dans le film Yks' tavallinen Virtanen, de Ville Salminen, sélectionné pour la Berlinale 1960. Elle joue ensuite dans plusieurs dizaines de séries télé (Sydänjää, 2007-2010) et de films.
Dans les années 1990, elle forme un trio musical avec Brita Koivunen et Vieno Kekkonen.

## Discographie

### Albums en studio
- On vanha lempi rinnassain (Euros SIN 1034 • 1986)
- Kulta-ajan tähdet (Eurorecords EUROCD 001 • 1997) Brita Koivusen & Vieno Kekkosen kanssa

### Compilations
- 16 tähteä – 16 iskelmää (Finndisc • 1975)
- Pirkko, Brita & Vieno (Fazer finnlevy BCD 06 • 1989)
- Maailman paras levy (Cinderella HELP 8004 • 1990)
- 20 suosikkia: Kuinka rakkaus alkoi (Fazer Finnlevy 0630–14086-2 • 1996)
- Küsse im Mondschein (Bear Family Records • 1998)

## Filmographie
- Yks’ tavallinen Virtanen (1959)
- Iskelmäketju (1959)
- Nina ja Erik (1960)
- Isaskar Keturin ihmeelliset seikkailut (1960)
- Kaks’ tavallista Lahtista (1960)
- Opettajatar seikkailee (1960)
- Tähtisumua (1961)
- Minkkiturkki (1961)
- Toivelauluja (1961)
- Tyttö ja hattu (1961)
- Miljoonavaillinki (1961)
- ”Ei se mitään!” sanoi Eemeli (1962)
- Ihana seikkailu (1962)
- Teerenpeliä (1963)
- Villin Pohjolan salattu laakso (1963)
- Juokse kuin varas (1964)
- Tänään olet täällä (1966)
- Miljardin dollarin aivot (1967)
- Meren kasvojen edessä (1967)
- Leikkikalugangsteri (1969)
- Klippet (1982)
- Harjunpää ja kylmä kuolema (1983)
- Harmagedon (1986)
- Lumottu tie (1986)
- Härän vuosi (1988)
- Iskelmäprinssi (1991)
- Yöjuna (1996)
- Onnen varjot (2005)
- Risto Räppääjä (2008)
- Rööperi (2009)
- Täydellinen joulu (2019)